# HD 138105
HD 138105，又名BD-20 4246，SAO 183533、HR 5749，是一颗恒星，视星等为6.22，位于銀經345.9，銀緯28.57，其B1900.0坐标为赤經15h 24m 49.3s，赤緯-20° 28.57′ 4″。